# Gualtiero Caffaratto
Gualtiero Caffaratto (Pinerolo, 15 ottobre 1973) è un politico italiano, deputato della XVIII legislatura per la Lega Nord.
Nel 2016 è candidato sindaco a Pinerolo dove riscuote il 7,08% delle preferenze, è eletto consigliere comunale e rimane in carica fino al 2018.
Nel 2018 viene eletto Deputato nel collegio plurinominale Piemonte 1- 02